# 莫纳斯蒂耶尔-迪特雷维索
莫纳斯蒂耶尔-迪特雷维索（義大利語：Monastier di Treviso），是意大利威尼托大区特雷维索省的一个市镇。总面积25平方公里，人口4096人，人口密度163.8人/平方公里（2009年）。国家统计（ISTAT）代码为026044。